# Antoninus von Sorrent
Der Hl. Antoninus von Sorrent OSB, auch Antoninus der Abt (italienisch Antonino abate, * bei Sorrent; † um 830) war ein Benediktinerabt und Heiliger der katholischen Kirche. Er zog sich bei der Zerstörung von Monte Cassino durch die Langobarden nach Sorrent zurück.

## Verehrung, Anrufung und Patronate
1558 wurden seine Gebeine in der Stadtmauer von Sorrent aufgefunden.
Hauptkirchen:
- Basilica di Sant’Antonino abate, Sorrent (Santuario)
- Chiesa del SS. Salvatore e di Sant’Antonino abate, Campagna (Santuario)

Sein Gedenktag ist der 14. Februar, sein vermutlicher Todestag.
Angerufen wird er zur Befreiung von Besessenheit, auch Beulenpest und Cholera werden genannt. Er ist neben Sankt Urban und Sankt Cyriak (Frostheiliger) auch Schutzpatron der Winzer, weil er vor „dem Suff“ bewahrt.
Er ist Patron von Parma, Piacenza, Pesaro, Mirandola und Hauptpatron der Erzdiözese Sorrent.

## Darstellungen
Antoninus wird als bärtiger Benediktinerabt mit Buch und Inful dargestellt; die Mitra steht auf dem Boden stets neben ihm. Er trägt auf den Darstellungen die Tracht der Hieronymiten in weißem Habit mit Skapulier und Mozzetta in schwarz. Vielfach steht er auf der Figur des bezwungenen Teufels. Verschiedentlich gibt es auch Darstellungen aus dem Wunderzyklus: Da die kostbare Silberstatue von den Sorrentinern beim Goldschmied nicht bezahlt werden konnte, begleicht er die Rechnung mit der Erscheinung der Kaufsumme.